# Casale Cremasco-Vidolasco
Casale Cremasco-Vidolasco (Casal e Vidulasch in dialetto cremasco) è un comune italiano di 1 800 abitanti della provincia di Cremona, in Lombardia.

## Storia
Questo Comune è stato creato neI 1934, prima Casale Cremasco e Vidolasco erano autonomi: benché vicini, i due nuclei avevano vicende amministrative e religiose del tutto indipendenti.
La sede del Comune è a Casale Cremasco, che si estende lungo la sponda sinistra del Serio. La prima menzione del paese risale ad un documento del 919.
Con i ritrovamenti archeologici del 1927 potrebbe sembrare che la zona fosse già abitata nel IV secolo d.C.
Il nome di Casale è contenuto in un lungo elenco del 1192 che definisce i villaggi cremaschi passati sotto il dominio dei cremonesi. La sua storia si lega alle vicende delle famiglie nobili in zona, delle comunità religiose (gli Umiliati, padroni del feudo fino al XVI secolo) della Serenissima fino alla caduta di Venezia nel 1797, insieme ai centri limitrofi.
La storia di Vidolasco inizia nell'età del bronzo: i reperti venuti alla luce nel 1960 testimoniano la presenza di una comunità verso il X secolo a.C. Seguì la sorte di Casale fino al 1400, quando divenne feudo dei Tadini e poi dei Sanseverino-Vimercati.

### Simboli
Lo stemma e il gonfalone sono stati concessi con decreto del presidente della Repubblica del 7 giugno 1962.
Il gonfalone è un drappo troncato di bianco e di azzurro.

## Monumenti e luoghi d'interesse

### Montecchio
Montecchio, termine derivante dal dialetto cremasco munt-ec, "Montevecchio"; oppure dal tardo latino monticolus, "Monticello", è un sito archeologico di Vidolasco appartenente al comune di Casale Cremasco.
Scavi risalenti alla metà del XX secolo hanno consentito di appurare l'esistenza di un antico abitato assegnabile alla fase finale dell'età del bronzo e a quella iniziale dell'età del ferro.

#### Storia e cultura del sito
A causa della frammentarietà e sporadicità dei reperti ritrovati è impossibile ricostruire un quadro preciso della storia del dosso di Montecchio, sul quale sorse un insediamento della popolazione dei Liguri. Montecchio di Vidolasco è la maggiore fonte di reperti ed informazioni sulla tarda età del bronzo e della fase culturale protogolasecchiana di tutta la Lombardia.
Ritrovamenti databili al X secolo a.C. suggeriscono che l'abitato fosse di natura domestica, provvisto probabilmente anche di un luogo di culto.
La popolazione qui collocata era dedita alla caccia, alla produzioni di vari utensili, tra cui ceramiche, vasellame, e, raramente, oggetti metallici. Inoltre praticavano l'allevamento dal quale conseguivano le varie lavorazioni del latte, della filatura e della tessitura. 
I prodotti dell'artigianato venivano barattati con le popolazioni vicine e non, fino ad arrivare alla Svizzera, al Veneto ed all'Europa centro – occidentale. Venivano commerciati, inoltre, prodotti di lusso come ambra ed oggetti di bronzo.
Le analisi dei corredi tombali della civiltà protogolasecchiana suggeriscono che essa avesse già una struttura gerarchizzata in quanto i diversi livelli di ricchezza dei corredi distinguevano i diversi stati sociali nella collettività.

#### Scavo e conformazione del terreno
Nel 1906, a Montecchio, veniva scoperta una terramara e il Prof. Pantaleone Lucchetti la relazionava al Congresso dei Naturalisti Italiani.
Il dosso di Montecchio per l'estensione di un ettaro circa è costituito:
1. da uno strato di spessore variabile, ma sempre superiore ad un metro, di argilla tenacissima.
2. da uno strato sovrastante al precedente, dello spessore costante di quasi un metro, totalmente costituito da cocci di vasi di terra.

Trattasi evidentemente, di una vera e propria gettata industriale (fabbrica di vasi di terra cotta) dell'epoca terramaricola (etrusco-romana, ossia bronzo-ferro).
La località di Montecchio si presenta perciò, come anello di congiunzione fra le due porzioni occidentale e orientale del cremasco antico e precede lo stabilirsi della civiltà del bronzo e del ferro, che è la civiltà storica degli Umbri e degli Etruschi, succeduta a quella preistorica dei Liguri.
Lo scavo regolare è iniziato il 6 giugno 1960, in località Cascina Montecchio nel comune di Vidolasco. Il lavoro di sterro, che si è protratto fino al 2 luglio dello stesso anno, è stato condotto con tutto il rigore necessario, dividendo la zona in settori e procedendo cautamente in senso verticale, tenendo distinti i materiali venuti alla luce alle varie profondità.
In generale la stratigrafia si presenta dall'alto verso il basso nelle varie fosse scavate come segue:
- superficie coltivata, humus e radici per circa 15 cm;
- terreno misto a sassi, resti vegetali rimaneggiati per aratura, con qualche coccio sporadico atipico, per circa 50 cm;
- terreno archeologico ricco di reperti di argilla, terracotta, metallo, osso, per circa 50 cm;
- strato di concotto di 10 fino a 25 cm;
- terreno sterile sabbioso sottostante di spessore indeterminato.

Tale stratigrafia starebbe a dimostrare una frequentazione non uniforme. Notevole ci sembra anche lo strato di sabbia sterile che interrompe lo spessore e che potrebbe significare una alluvione sopravvenuta improvvisa, dopo la quale la vita nella stazione preistorica ha ripreso il suo andamento normale.

#### Reperti preistorici
Il sito più ricco di reperti e il più importante in assoluto, non solo per il cremasco ma anche per la Lombardia, è sicuramente Vidolasco. Lo scavo si estende per circa 50 m².

##### Reperti ceramici

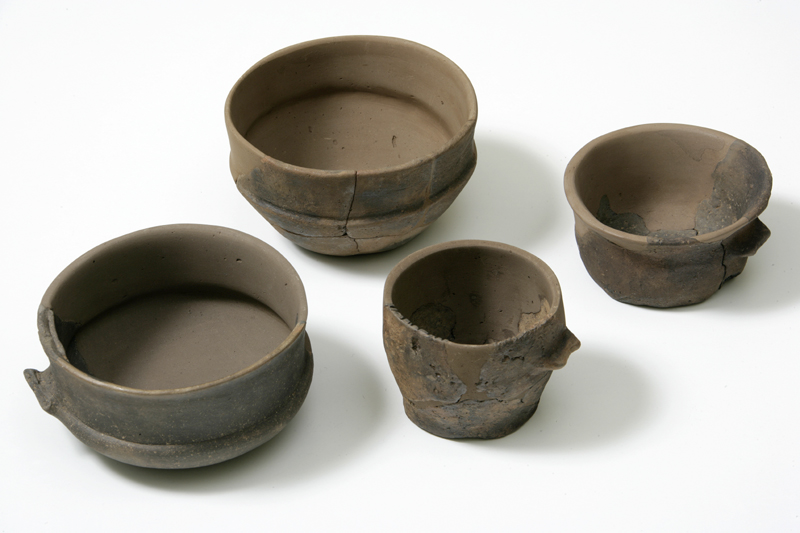
Tazze e scodelle in ceramica rinvenute a Castelleone.

La maggioranza dei reperti è costituita da più di un migliaio di frammenti di vasellame di tipologia e dimensioni alquanto varie.
La quantità di ceramica, suddivisa in ceramica grossolana, ceramica media e ceramica fine, è notevolissima.
Tra i reperti di ceramica troviamo: urne; ciotole; colatoi, utilizzati forse per un'attività domestica legata alla lavorazione del latte; vasetti di diversa tipologia; orci o dolia; coperchietti; rocchetti, utilizzati nell'attività domestica della filatura; elementi fittili, interpretati come alari di terracotta ad uso rituale.
Due prese dei vasi rinvenuti meritano una particolare attenzione: una è costituita da un anello di cordone plastico, quasi fosse una rotella, la seconda è formata da un simile anello plastico più piccolo del precedente, ma sempre in leggero rilievo.
I prodotti vascolari si distinguono per la ricchezza della decorazione, che rivela un gusto artistico piuttosto raffinato e una rilevante inventiva. Di norma gli oggetti a impasto hanno decorazioni rozze, mentre quelli ad impasto depurato hanno decorazioni più accurate.

##### Reperti metallici
Il complesso di oggetti in metallo non è molto ricco, tuttavia presenta alcuni pezzi di elevato interesse e, soprattutto, piuttosto determinanti per una valutazione cronologia dell'insediamento e per un giudizio sulla sua fisionomia. 
Tra i rilievi di bronzo troviamo: ardiglioni di fibule; spilloni; pinzette; palette rituali con manico a tortiglione.

##### Reperti faunistici
Presso il dosso di Montecchio sono stati rinvenuti numerosi reperti ossei di vari animali e di corna di cervidi lavorate per ottenere vari utensili di uso domestico. I reperti faunistici hanno permesso di riconoscere varie specie di animali: buoi, maiali, pecore o capre, cavalli, cani, cervi, cinghiali, caprioli, orsi, castori e gufi.
In genere le ossa sono molto frammentarie e sono costituite prevalentemente da resti delle estremità e delle mascelle; per quanto riguarda il cervo, sono presenti anche vari grossi prezzi di palchi di corna che dovevano costituire una ricercata materia prima per utensili e ornamenti. Un esempio del tutto eccezionale è un pezzo ottenuto da un corno di cervo, che ha la forma di un moderno tappo di bottiglia di spumante.
La completa assenza di armi può far supporre che si trattasse di un insediamento popolato da genti dedite, evidentemente, più che a bellicosi atteggiamenti, a pacifiche attività domestiche. Grazie ai resti faunistici sono state fornite notizie di un certo interesse, sia per il genere di animali domestici che alimentavano l'industria casearia e fornivano carni, pelli, corna, sia per quelli selvatici, come l'orso, che ci fa immaginare che nelle vicinanze era presente un ambiente di boschi folti, estesi, ricchi di bacche e di frutti selvatici.
La presenza di "corni di consacrazione" o "idoli" getta, inoltre, una luce speciale almeno su una parte del complesso, che doveva perciò forse comprendere una zona sacra o comunque destinata a procedimenti rituali.
I reperti sono attualmente conservati all'interno del Museo civico di Crema e del Museo civico e archeologico di Castelleone.

## Società

### Evoluzione demografica
Abitanti censiti

### Etnie e minoranze straniere
Al 31 dicembre 2020 i cittadini stranieri residenti sono 226. Le comunità nazionali numericamente significative sono:
1. Romania, 69
2. Marocco, 40
3. India, 23

## Economia

### Industrie
In questo comune ci sono due industrie per quanto riguarda il settore agroalimentare, sono Galbani e Danone.

#### Galbani
Galbani è un gruppo alimentare italiano dal 2006 controllata dalla Lactalis.
La nuova sede dell'Azienda viene aperta nel 1960 a Milano, inaugurando un periodo particolarmente efficace di attività distributiva, industriale e di comunicazione pubblicitaria.
Nel 1989 entra nel Gruppo Danone e rafforza la sua posizione sul mercato europeo. Nel 2006 il Gruppo Galbani entra a far parte del Gruppo francese Lactalis. Nel 2008 nasce Gruppo Lactalis Italia, la holding che gestisce il più importante portafoglio marchi nel settore lattiero-caseario in Italia: Galbani, Invernizzi, Cademartori, Locatelli, Président.

#### Danone
Danone è un'industria alimentare francese che aveva uno stabilimento anche a Casale Cremasco.
Nel 1919 Isaac Carasso avvia a Barcellona una piccola fabbrica di yogurt. Nel 1991 in Italia viene inaugurato il grande stabilimento di Casale Cremasco (CR) per potenziare le strutture e soddisfare così la crescente domanda del mercato nazionale.
Nel 2013 oltre il 60% del fatturato del gruppo Danone viene dai Paesi emergenti; l'industria, colpita dagli effetti della crisi, chiude tre impianti in Europa, uno dei quali è quello italiano di Casale Cremasco.

## Infrastrutture e trasporti

### Strade
Il territorio è attraversato dalle seguenti strade provinciali:
- La variante della CR SP ex SS 591 "Cremasca"
- CR SP 12 Sergnano-Camisano
- CR SP 15 Offanengo-Castel Gabbiano

## Amministrazione
Elenco dei sindaci dal 1985 ad oggi.
| Periodo | Periodo   | Primo cittadino         | Partito              | Carica  | Note |
| ------- | --------- | ----------------------- | -------------------- | ------- | ---- |
| 1985    | 1990      | Franco Cremonesi        | Democrazia Cristiana | sindaco |      |
| 1990    | 1995      | Gustavo Milanesi        | Democrazia Cristiana | sindaco |      |
| 1995    | 1999      | Bruno Senes             | lista civica         | sindaco |      |
| 1999    | 2004      | Leardo Costenaro        | lista civica         | sindaco |      |
| 2004    | 2009      | Maria Grazia Maghini    | lista civica         | sindaco |      |
| 2009    | 2014      | Maria Grazia Maghini    | lista civica         | sindaco |      |
| 2014    | 2019      | Antonio Giuseppe Grassi | lista civica         | sindaco |      |
| 2019    | 2024      | Antonio Giuseppe Grassi | lista civica         | sindaco |      |
| 2024    | in carica | Antonio Giuseppe Grassi | lista civica         | sindaco |      |